# Aplonis insularis
Aplonis insularis е вид птица от семейство Скорецови (Sturnidae).

## Разпространение
Видът е разпространен в Соломоновите острови.